# Loboda
Loboda (del ruso: Лобода) es un jútor del raión de Labinsk del krai de Krasnodar, en el sur de Rusia. Está situada en la zona de colinas y pequeños bosques en las llanuras al norte de las estribaciones septentrionales del Cáucaso, a orillas del río Chamlyk, afluente del río Labá, tributario del Kubán, 14 km al nordeste de Labinsk y 149 km al sureste de Krasnodar, la capital del krai. Tenía 119 habitantes en 2010
Pertenece al municipio Chamlykskoye.